# 生麦出入口
生麦出入口（なまむぎでいりぐち）は、神奈川県横浜市鶴見区にある首都高速神奈川1号横羽線の出入口である。
横浜公園・横浜新道方面のみの出入口である。
7号横浜環状北線との接続工事に伴い、2012年4月27日に横浜公園方面入口ランプをループ式にした上で移設供用開始された。

## 歴史

### 入口
- ブース数 : 2
  - ETC/一般 : 1
  - 一般 : 1

## 標識の表示
出口
- 出口 : 生麦
- 番号 : 154
- 方面 : 大黒ふ頭 (15)鶴見駅

入口
- 入口 : 生麦
- 番号 : 154

## 接続道路
直接接続
- 神奈川県道6号東京大師横浜線〈産業道路〉

間接接続
- 国道15号〈第一京浜〉

## 周辺
- 生麦駅（京急本線）
- キリンビール 横浜工場
- 横浜市営バス鶴見営業所

## 隣
首都高速神奈川1号横羽線
(155)汐入出入口 - 生麦JCT - (154)生麦出入口 - (157)守屋町出口